# مجلس رقص آتش‌نشانان
مجلس رقص آتش‌نشانان (چکی: Hoří, má panenko) یک فیلم کمدی چکی به کارگردانی میلوش فورمن محصول سال ۱۹۶۷ است.
این آخرین فیلمی بود که فورمن پیش از تبعید، در چکسلواکی ساخت. همچنین نخستین فیلم رنگی او و از مهم‌ترین آثار موج نوی چکسلواکی به‌شمار می‌رود. هنرپیشه‌های فیلم را عمدتاً نابازیگران تشکیل می‌دهند.